# Satâr

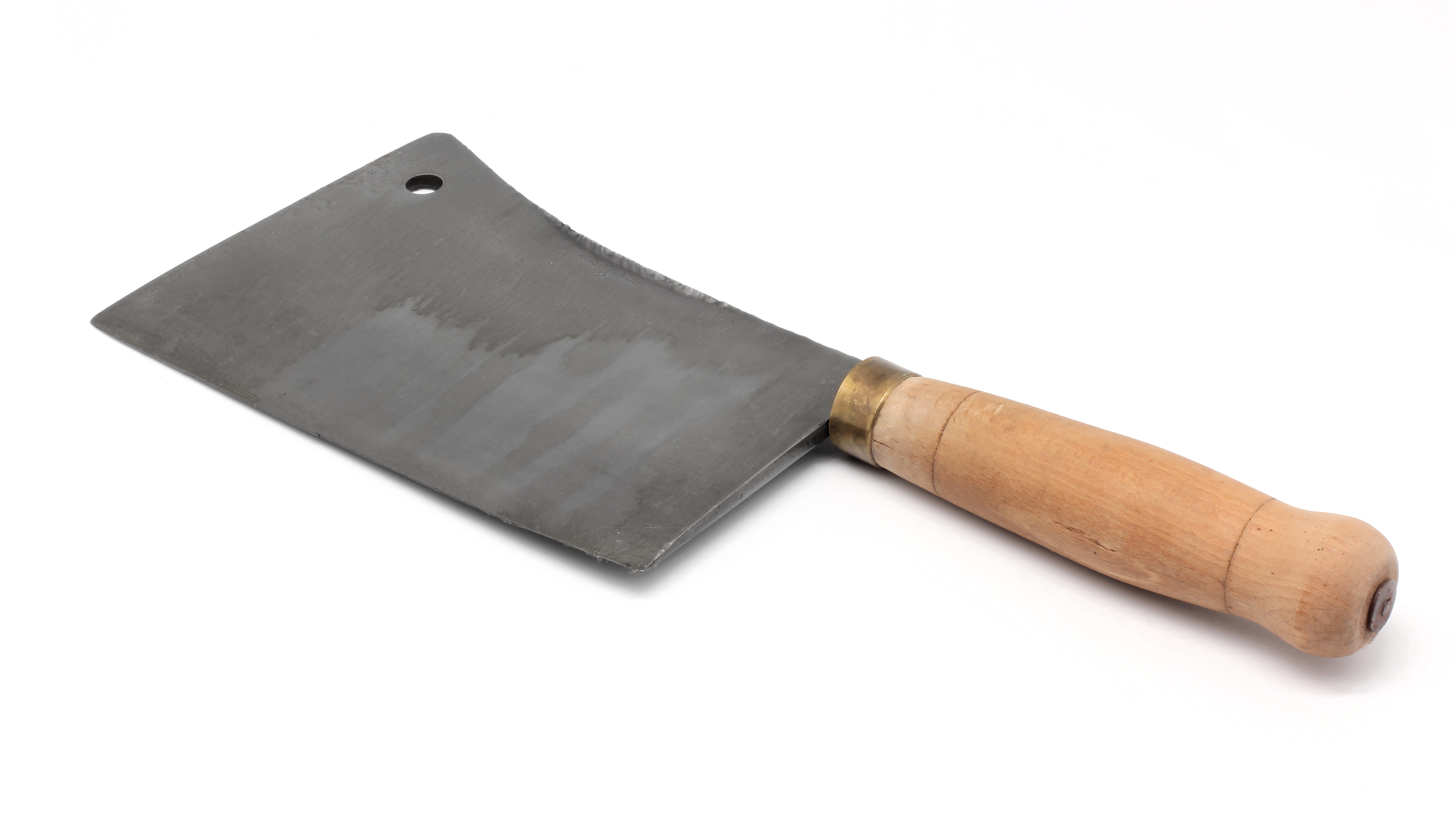
Un model clasic de satâr, cu mânerul din lemn și lama de oțel.

Satârul este un tip de cuțit cu forma dreptunghiulară, folosit în mare parte în bucătărie pentru măcelărit, datorită eficienței sale pentru a tăia oase.